# María Luisa Aguilar
María Luisa Aguilar Hurtado (Jauja, 20 de junio de 1938-Lima, 29 de octubre de 2015), fue la primera astrónoma profesional de Perú. Estudió en el Instituto de Matemáticas y Física de la Universidad Nacional Mayor de San Marcos en Lima, Perú, y se graduó como astrónoma en la Universidad Nacional de La Plata, Argentina. En 1981, motivada por desarrollar la astronomía a nivel profesional, fundó y ejerció como directora del "Seminario de Astronomía y Astrofísica", hoy en día denominado "Seminario Permanente de Astronomía y Ciencias Espaciales" de la Universidad Nacional Mayor de San Marcos.

## Biografía
Nació en Jauja, ciudad en donde vivió sus tres primeros años. Sus estudios primarios y secundarios los realizó en Lima, en la Gran Unidad Escolar Elvira García y García. En 1958 ingresa a la Escuela de Matemáticas de la Universidad Nacional Mayor de San Marcos. Viaja a Argentina a estudiar la carrera de Astronomía en el Observatorio de Astronomía y Geofísica de la Universidad Nacional de La Plata. Tras lograr especializarse en espectroscopia estelar, atmósferas estelares y estrellas variables, regresa al Perú en 1969.
En 1970 empezó a ejercer la docencia en la Universidad Nacional de Ingeniería y en 1975 en la Universidad Nacional Mayor de San Marcos. En esos años iniciales de labor docente crea los Viernes Astronómicos, un espacio de divulgación astronómica y educación científica a través de la astronomía. Al día de hoy, esta serie de charlas y conferencias ininterrumpidas se constituye la más antigua de la historia del Perú, lo que le ha permitido obtener reconocimiento internacional. En consecución con su visión educativa, en 1981 funda el Seminario de Astronomía y Astrofísica, el que, desde 2001, pasó a denominarse Seminario Permanente de Astronomía y Ciencias Espaciales (SPACE), semillero de futuras generaciones de profesionales en astronomía.
En 1982 fue reconocida como miembro de la Unión Astronómica Internacional, con voz y voto, dentro de la Comisión N.° 46 "Educación y desarrollo de la astronomía" y de la Comisión N.° 29 de "Estrellas Espectrales". A partir de su experiencia docente y respaldo institucionales, en enero de 1984 impulsa y gestiona el convenio San Marcos - Unión Astronómica Internacional, posibilitando el Primer Programa de Profesores Visitantes (Visiting Lecturer Programme) de la Unión Astronómica Internacional. En 1985 coordinó la llegada de José Luis Sérsic, argentino y especialista en galaxias, Josip Kleczek, checo, estudioso del sol, y Jorge Sahade, primer presidente latinoamericano de la Unión Astronómica Internacional.
Como parte de las actividades mundiales por las celebraciones del Año Internacional de la Astronomía 2009, fue designada como "Único Punto de Contacto" (Single Point of Contact) entre el Perú y la Unión Astronómica Internacional. Esto le posibilitó fomentar una diversa participación pública en una serie de actividades de educación y divulgación: "Viernes Astronómicos", "Telescopio Itinerante", el "Programa Galileo de Entrenamiento a Maestros",  "Galileo Mobile" y el cuento infantil "El planeta Tacu Tacu.
Fue una entusiasta colaboradora en temas de ciencias y astronomía del suplemento "Dominical" del diario peruano El Comercio entre 1999 y 2000.
Fue propulsora del Proyecto de Observatorio Astronómico Educativo Turístico UNMSM - M. D. Maranganí, Cusco, el que se inauguró tras su muerte en 2016.
En sus últimos años fue conductora de la secuencia "Cultura, Ciencia y Tecnología" en Radio Cielo y de "Ciencia y Cultura", en el programa "Caras de la Cultura", en Juan 19 TV.
Declaró que le costó mucho desarrollar su carrera profesional pionera en el campo de la astronomía, ya que «de joven viví un terrible machismo».
Falleció el 29 de octubre de 2015.

## Distinciones
- Medalla de Honor "José Antonio Encinas", otorgada por la Derrama Magisterial. (2010).[16][17]

## Modelo a seguir
La figura de María Luisa Aguilar protagoniza una obra de teatro para que los niños y las niñas descubran vida y las carreras profesionales de tres científicas peruanas y puedan inspirarse en el logro de sus propias metas.
El 18 de noviembre del 2020 el Ministerio de Educación del Perú, a través de la programación de radio y TV de "Aprendo en Casa", dedica un espacio dirigido a niños de primaria sobre el legado de la astrónoma María Luisa Aguilar Hurtado.